# Цахкуняцький хребет
Цахкуняцький хребет, також Хребет Цахкуняц — гірський хребет у  Вірменії, в  Арагацотнській області; вододіл басейнів річок Касах (на заході) і  Раздан (на сході). З півночі до хребта примикає Памбакський хребет, з півдного заходу —  Техеняцький, з південного сходу — хребет Зинджерлі.
Хребет складений виверженими породами. Безлісний по всій лінії вододілу, проте в серединно-південній половині покритий від основи до висоти 2500 м листяними лісами і чагарниками. На цьому ж відрізку, вище 2500 м гірські степи, які у крайніх чвертях хребта тягнуться від підніжжя до вододілу. Довжина хребта становить близько 25 км, найвища точка розташована на висоті понад 2800 м. Північні схили хребти включені у заказник «Сосни Банкса»; тут ростуть  соснові ліси.